# Yun Ji Un
Yun Ji Un (en coreano: hangul: 윤지운, RR: Yun Ji-un, MR: Yoon Ji Woon, AFI: [yun.ji.un]) es un dibujante y guionista de manhwa de Corea del Sur.

## Carrera
Su debut como profesional fue en la revista Mink (Seoul Munhwasa), con la historia corta Alright? Alright! (¿De acuerdo? ¡De acuerdo!). Esta oportunidad de colaboración surge tras lograr el su segundo puesto en el Concurso para Manhwagas Amateur de Mink en el año 2000. Tras su buena aceptación  en diciembre de 2000 se publica Hush (Silencio), protagonizada por Lee Gyun Hwa, una chica a la que todos confunden por un chico, a cuyo instituto llega, disfrazado de mujer, su amor platónico, la estrella del rock Ryu Gang-u.
Las últimas entregas de Hush en Mink coincidieron con el inicio de  Cynical Orange en Sugar (revista quincenal en línea). La original propuesta de Cynical Orange, publicado por Yen Press la confirmó como manhwaga de referencia. 
Le seguiría la publicación de una recopilación de historias cortas, Palgangudu ui jangseong (Después de las Zapatilla Rojas), y el principio de Excel, en 2002. Excel explica la historia de la perfecta estudiante Anri y su hermana descuidada y rebelde, Anji.
En 2003 publica la historia corta Days Wishes Fall (Días en que los deseos caen) en el libro recopilatorio Pure Love Stories (Historias de Amor Puro) y la miniserie Pahanjip (Casa Acabada), en la que dos chamanes exorcizan fantasmas en la China de los Tang. 
Posteriormente empezó la serie Dear Waltz, que finalizó en 2010, Marichen Chronicle,Sunebo y Shining.

## Obras
- 2000: Alright? Alright!
- 2000: Hush
- 2001: Cynical Orange
- 2002: Excel
- 2002: Palgangudu ui jangseong (Después de las Zapatilla Rojas)
- 2003: Days Wishes Fall en el libro Pure Love Stories
- 2005: Pahanjip (파한집)
- 2006: Dear Waltz (디어 왈츠)
- 2008: Marichen Chronicle (마리히엔 크로니클)
- 2009: Sunebo(순애보)
- 2010: Shining

## Premios
- 2000: Segundo puesto en el Concurso para Manhwagas Amateur de Mink[3]